# 조나골드

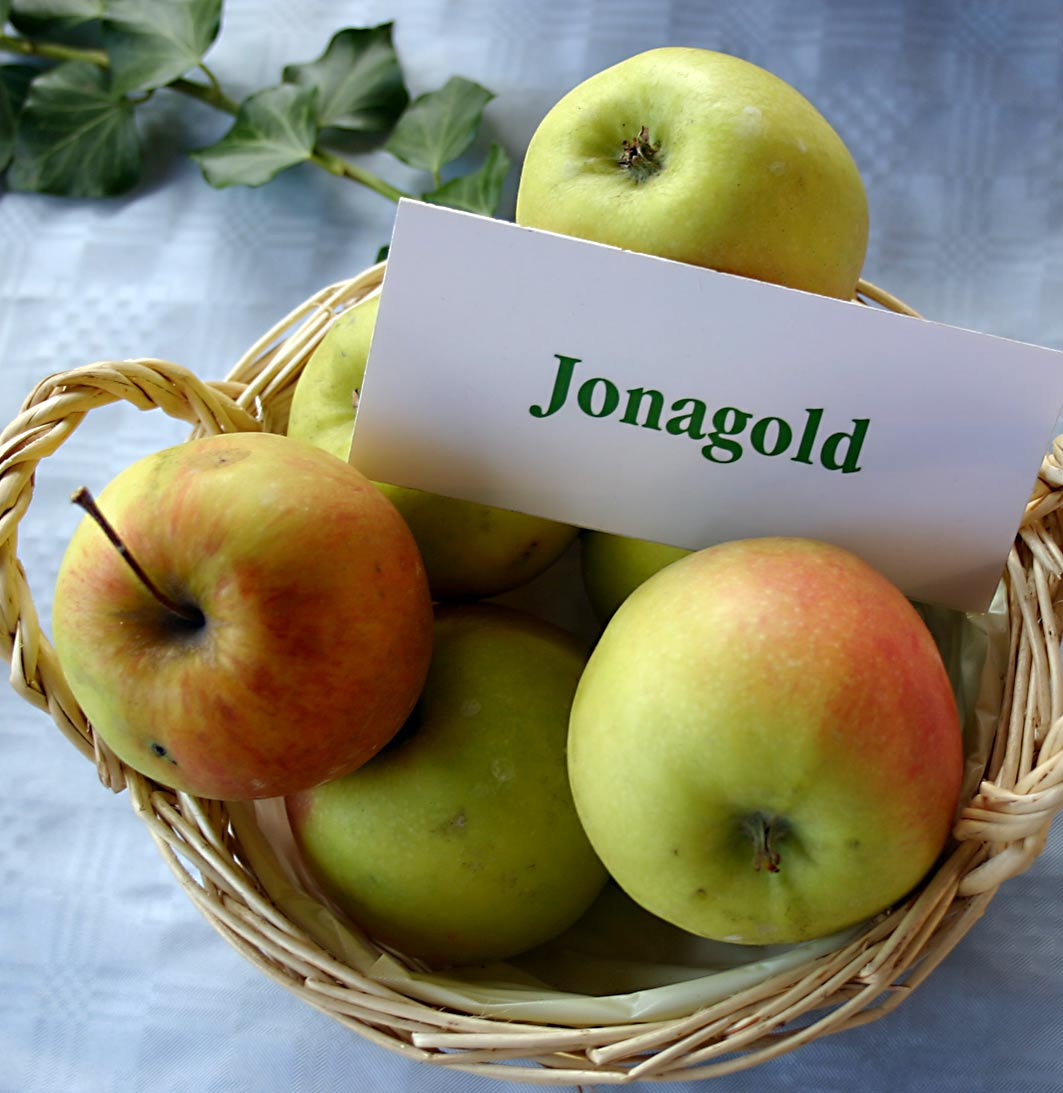

조나골드(Jonagold, /ˈdʒɒnəˌɡoʊld/)는 아삭아삭한 골든 딜리셔스와 홍조가 나는 진홍빛 조나단(홍옥) 사이의 교배종인 사과 품종이다. 조나골드라는 이름은 이 두 가지 품종 이름의 합성어이다. 1943년 코넬대학교 농업생명과학대학의 뉴욕주 농업실험장에서 개발되었으며, 1953년 N.Y. 43013-1로 선정되어 1968년 로저 웨이(Roger Way)에 의해 공식 출시되었다.
진홍색 줄무늬가 있는 녹황색의 얇은 껍질을 가진 크고 달콤한 과일을 형성한다. 과육은 크림빛 노란색으로 부서지는 질감과 뛰어난 맛을 갖고 있다. 크기가 크기 때문에 현재 세계 여러 지역의 상업용 재배자들이 선호하고 있으며, 사과는 냉장 보관 시 2개월, 공기 조절 보관 시 10개월 동안 보관할 수 있다.
조나골드는 무균 꽃가루가 있는 삼배체이므로 꽃가루를 위한 두 번째 유형의 사과가 필요하며 다른 품종에 꽃가루를 공급할 수 없다. 사과 딱지, 흰가루병, 화재 마름병뿐만 아니라 생리적 장애인 쓰라린 구덩이와 일광화상에 걸리기 쉽다.
1988년에 이 품종은 미국 원예 과학 협회에서 우수 과일 품종 상을 받았다. 2020년 기준 벨기에에서 가장 널리 생산되는 사과로 스텔라 사이다(Stella Cidre)에 사용되며 유럽 과일 산업을 구한 공로를 인정받고 있다. 2008년 기준, 미국 사과 협회에 따르면 미국에서 가장 인기 있는 사과 품종 15개 중 하나였다.
| 60-65 mm | 65-70 mm | 70-75 mm | 75-80 mm | 80-85 mm | 85-90 mm | 90-95 mm |
| -------- | -------- | -------- | -------- | -------- | -------- | -------- |
| 5 %      | 10 %     | 20 %     | 34 %     | 25 %     | 5 %      | 1 %      |

1985년 벨기에에서 발견된 조나골드의 스포츠 돌연변이인 조나고레드 애플(Jonagored Apple)은 한때 미국 특허 PP05937에 의해 보호되었으나 현재 만료되었다.